# There Goes My Baby (canción de Enrique Iglesias)
«There Goes My Baby» —en español: «Allí va mi nena»—, es una canción escrita por el cantautor español Enrique Iglesias perteneciente a su décimo álbum de estudio, Sex and Love ( 2014). La canción fue lanzada en el Reino Unido como el segundo sencillo del álbum. En general es el séptimo sencillo del álbum. Cuenta con la voz del rapero estadounidense Flo Rida . La canción está co -producido por DJ Frank E que también produjo a Iglesias en su sencillo de 2011 "Tonight (I'm Lovin' You)", junto con Rickard Goransson

## Crítica
La canción ha recibido críticas generalmente positivas de los críticos.
Writing for Idolator , Mike Wass describió la canción como " lindo y agradable", y dijo que tiene escrito "hit de verano por todas partes."
Contactmusic.com declaró que " There Goes My Baby " es " ladened con beats infecciosos y ganchos suaves innegables. La mezcla con el reggae y la colaboración de Flo Rida hacen de esta canción un éxito para incendiar el verano garantizado calentar las pistas de baile con sus vibraciones melódicas caribeñas.

## Posicionamiento en listas y certificaciones
| País       | Lista (2014)      | Mejor posición |
| ---------- | ----------------- | -------------- |
| Irlanda    | IRMA              | 57             |
| Escocia    | UK Charts Company | 28             |
| Eslovaquia | Rádio Top 100     | 39             |
| Inglaterra | UK Charts Company | 6              |

}